# Pont-de-l'Arche

Pont-de-l'Arche este o comună în departamentul Eure, Franța. În 1 ianuarie 2022 avea o populație de 4.130 de locuitori.